# Frizzle Sizzle
Frizzle Sizzle fueron un grupo de música holandés de Laura la década de 1980. El grupo estaba formado por cuatro chicas, las hermanas Karin Vlasblom (10 de agosto de 1967) y Laura Vlasblom (8 de octubre de 1968), y sus amigas Mandy Huydts (9 de abril de 1969) y Marjon Keller (1 de junio de 1970). El grupo es conocido por su participación en el Festival de la Canción de Eurovisión 1986.

## Inicios
Comenzaron cantando en 1981 como miembros del Kinderen voor Kinderen (Los niños para los niños), que era un coro infantil que actuaba en programas de la asociación VARA, donde siguieron cantando hasta 1985. En 1986 forman su propio grupo de música llamado Frizzle Sizzle.

## Festival de Eurovisión
El 1 de abril de 1986 participaron en la preselección holandesa para elegir representante en el Festival de Eurovisión, que se celebró en Amersfoort. Allí cantaron dos canciones "Eenmaal jong" que quedó quinta y "Alles heeft een ritme" que fue la ganadora y con la que participaron en el Festival de la Canción de Eurovisión 1986. El cuarteto actuó en el Festival, que tuvo lugar el 3 de mayo en Bergen, Noruega, finalizando en el puesto 13 con cuarenta puntos.

## Carrera posterior
Tras el Festival, editaron su primer y único álbum en 1987 "First date", un par de años después se separaron en 1989. Laura Vlasblom y Mandy Huydts iniciaron sus carreras en solitario. Laura Vlasblom puso voz a Ariel en la película de Disney "La sirenita" en la versión neerlandesa.